# Hope Town (Quebec)
Hope Town es un municipio canadiense situado en la provincia de Quebec.

## Superficie
Hope Town tiene una superficie de 51,26 km².

## Demografía
En 2021, tenía 334 habitantes, una densidad poblacional de 6,5 hab./km², y 167 viviendas.